# Берта Роджерс
Бе́рта Ро́джерс (англ. Bertha Rogers) — сверхглубокая нефтяная скважина, пробурённая  в округе Уошито (Оклахома, США) в 1972—1974 годах. Была глубочайшей скважиной в мире, пока 6 июня 1979 года её не обогнала Кольская сверхглубокая скважина, пробуренная в СССР..

## Ход работ
Скважина была пробурена в районе нефтегазоносного бассейна Анадарко в штате Оклахома. За 502 дня бурения (проводившегося без отбора керна) была достигнута глубина в 9583 метра. Во время бурения в скважине наблюдалось давление в 172 369 кПа. Коммерческих углеводородов найдено не было. В итоге, буровое долото достигло слоя жидкой серы (который его расплавил), температура на забое достигла 260 градусов, после чего скважина была опечатана и заброшена.
Работы по бурению обошлись компании в 15 млн долларов и научного характера не носили.
Бурение, в местности Granite Wash, с 25 ноября 1972 года по 25 июня (согласно другим данным, по 18 апреля) 1974 года вела компания Lone Star Producting Co., специализирующаяся на исследовании и добыче природного газа.